# Tracy Jaeckel
Tracy Jaeckel (New York, 1905. február 5. – Point O’ Woods, 1969. augusztus 6.) olimpiai bronzérmes amerikai párbajtőrvívó.